# 化學工程史
化學工程是伴隨19世紀後期化學工業發展所興起的一門學科。在18世紀工業革命之前，工業化學品與其他消費產品（如肥皂等）主要仰賴批式生產。批式生產是勞力密集且耗時的，其產物接著被分離、純化並測試以達到可售標準。儘管速度較慢且效率較低，時至今日，高價值產品（如醫藥品、香水、油漆、食品等）仍仰賴批式生產，並能夠獲取相當利潤。由於化學工程技術在加工過程中的實踐與應用，今日大產量的化學品多數仰賴連續生產。工業革命是將批次生產推向連續生產的開端。今日，大宗化學品與石化產品主要採用連續生產，而特種化學品、精緻化學品以及藥品則採用批量生產。

## 緣起
工業革命開啟對大宗化學品史無前例的需求升級，包含數量及品質層面。這意味著兩件事：第一，化工操作的活力與效率需要被放大；第二，替代批式生產的連續生產模式需要被仔細測試且應用。

## 首位化學工程師
工業化學早在19世紀中葉開始就已被實踐與應用，但一直到1880年代，控制化學過程的工程素養才被視為一門獨特的專業。1887年，喬治·愛德華·戴維斯於英國曼徹斯特大學開授了一門12堂課的化學工程學課程，涵蓋諸多工業化學方面的實踐，化學工程自此成為一門獨特的專業。因此，戴維斯被視為全世界第一位化學工程師。如今，化學工程是一個備受推崇的專業。在美國，富有經驗的化學工程師能成為一名註冊工程師。

## 專業協會
1880年，於英國倫敦曾發起成立「化學工程師協會」（Society of Chemical Engineers），這最終促成了化學工業協會於1881年成立。美國化學工程學會（AIChE）於1908年成立，而英國化學工程師學會（IChemE）則於1922年成立。這些專業協會目前都有為數可觀的國際會員。目前，其餘國家也相繼設有化學工程的專業協會，但AIChE與IChemE仍在國際上佔有舉足輕重的地位，他們對世界上任何地方的合格專業人士或化學工程學生都秉持著開放的態度。

## 定義
對於其他已建立的工程學門，常人心中已經有了很好的聯繫：機械工程意味著機器，電子工程意味著電路，而土木工程意味著結構。所以化學工程可以像徵化學品生產。

## 延伸閱讀
- William Furter (ed) (1982) A Century of Chemical Engineering, Plenum Press (New York) ISBN 0-306-40895-3
- Colin Duvall & Sean F. Johnston (2000)  Scaling Up; The Institution of Chemical Engineers and the Rise of a New Profession, Kluwer Academic (Dordrecht, Netherlands) ISBN 0-7923-6692-1
- Bowden, Mary Ellen. . Philadelphia, PA: Chemical Heritage Foundation. 1997. ISBN 9780941901123.

## 外部連結
- "History of ChEn: Struggle for Survival" （页面存档备份，存于）
- "About AIChE" （页面存档备份，存于） (from www.stevens-tech.edu)